# Castelo Corgarff
O Castelo Corgarff localiza-se a oeste de Strathdon, na Escócia.
Isolado em um lugar de terra pantanosa e estéril, a torre-residência medieval de Corgarff, erguida em meados do século XVI, é cercada por uma peculiar muralha, com planta no formato de um polígono estrelado.